# Maanverdrag

Ondertekend en geratificeerd
Alleen ondertekend
Niet ondertekend

Het Maanverdrag, officieel de Overeenkomst ter regeling van de activiteiten van Staten op de maan en andere hemellichamen, is een verdrag dat in december 1979 in New York werd aangenomen en werd geratificeerd door 16 landen, waaronder Nederland en België. Het is een uitbreiding van het Ruimteverdrag uit 1967. 

## Belangrijke punten uit het verdrag
Het Maanverdrag
- Verbiedt militair gebruik van hemellichamen, inclusief wapentesten en de vesting van militaire bases.
- Verbiedt exploratie en gebruik van hemellichamen zonder toestemming van en nut ten bate van andere staten.
- Verplicht dat de secretaris-generaal van de Verenigde Naties ingelicht wordt over elk gebruik van hemellichamen en over alle ontdekkingen die uit die activiteiten voortvloeien.
- Verklaart dat alle staten gelijke rechten hebben om onderzoek te doen op hemellichamen.
- Verklaart dat alle monsters die tijdens onderzoeksactiviteiten door de staat die ze verkreeg beschikbaar moeten worden gesteld aan alle landen en wetenschappelijke gemeenschappen voor onderzoek.
- Verbiedt wijzigingen van het milieu van hemellichamen en verplicht staten om maatregelen te nemen die onopzettelijke contaminatie zouden kunnen voorkomen.
- Verbiedt het claimen van soevereiniteit over elk gebied van hemellichamen.
- Verbiedt het eigendomsrecht van elk buitenaards grondgebied van organisaties en personen, behalve van internationale en gouvernementele organisaties.
- Verplicht dat alle ontginning en toewijzing van grondstoffen onder een internationaal regime worden gedaan.

In de praktijk is het Maanverdrag een dode letter omdat geen enkel zelfstandige ruimtevarende natie het verdrag heeft geratificeerd.